# لا اسبيرانزا، هندوراس
لا اسبيرانزا، هندوراس هي مدينة، في هندوراس، تتبع إدارة إنتبوكا، بلغ عدد سكانها 21,000 نسمة، تبلغ مساحتها 157,000,000 متر مربع (157 كـم2).

## المناخ
يظهر الجدول التالي التغييرات المناخية على مدار السنة للا اسبيرانزا، هندوراس:
| البيانات المناخية لـلا اسبيرانزا، هندوراس | البيانات المناخية لـلا اسبيرانزا، هندوراس | البيانات المناخية لـلا اسبيرانزا، هندوراس | البيانات المناخية لـلا اسبيرانزا، هندوراس | البيانات المناخية لـلا اسبيرانزا، هندوراس | البيانات المناخية لـلا اسبيرانزا، هندوراس | البيانات المناخية لـلا اسبيرانزا، هندوراس | البيانات المناخية لـلا اسبيرانزا، هندوراس | البيانات المناخية لـلا اسبيرانزا، هندوراس | البيانات المناخية لـلا اسبيرانزا، هندوراس | البيانات المناخية لـلا اسبيرانزا، هندوراس | البيانات المناخية لـلا اسبيرانزا، هندوراس | البيانات المناخية لـلا اسبيرانزا، هندوراس | البيانات المناخية لـلا اسبيرانزا، هندوراس |
| الشهر                                     | يناير                                     | فبراير                                    | مارس                                      | أبريل                                     | مايو                                      | يونيو                                     | يوليو                                     | أغسطس                                     | سبتمبر                                    | أكتوبر                                    | نوفمبر                                    | ديسمبر                                    | المعدل السنوي                             |
| ----------------------------------------- | ----------------------------------------- | ----------------------------------------- | ----------------------------------------- | ----------------------------------------- | ----------------------------------------- | ----------------------------------------- | ----------------------------------------- | ----------------------------------------- | ----------------------------------------- | ----------------------------------------- | ----------------------------------------- | ----------------------------------------- | ----------------------------------------- |
| متوسط درجة الحرارة الكبرى °م (°ف)         | 20 (68)                                   | 23 (73)                                   | 25 (77)                                   | 24 (75)                                   | 23 (73)                                   | 23 (73)                                   | 23 (73)                                   | 23 (73)                                   | 22 (72)                                   | 21 (70)                                   | 20 (68)                                   | 19 (66)                                   | 22 (72)                                   |
| متوسط درجة الحرارة الصغرى °م (°ف)         | 11 (52)                                   | 12 (54)                                   | 12 (54)                                   | 15 (59)                                   | 16 (61)                                   | 16 (61)                                   | 15 (59)                                   | 15 (59)                                   | 15 (59)                                   | 14 (57)                                   | 12 (54)                                   | 11 (52)                                   | 14 (57)                                   |
| المصدر: wunderground.com;                 |                                           |                                           |                                           |                                           |                                           |                                           |                                           |                                           |                                           |                                           |                                           |                                           |                                           |